# John van de Rest

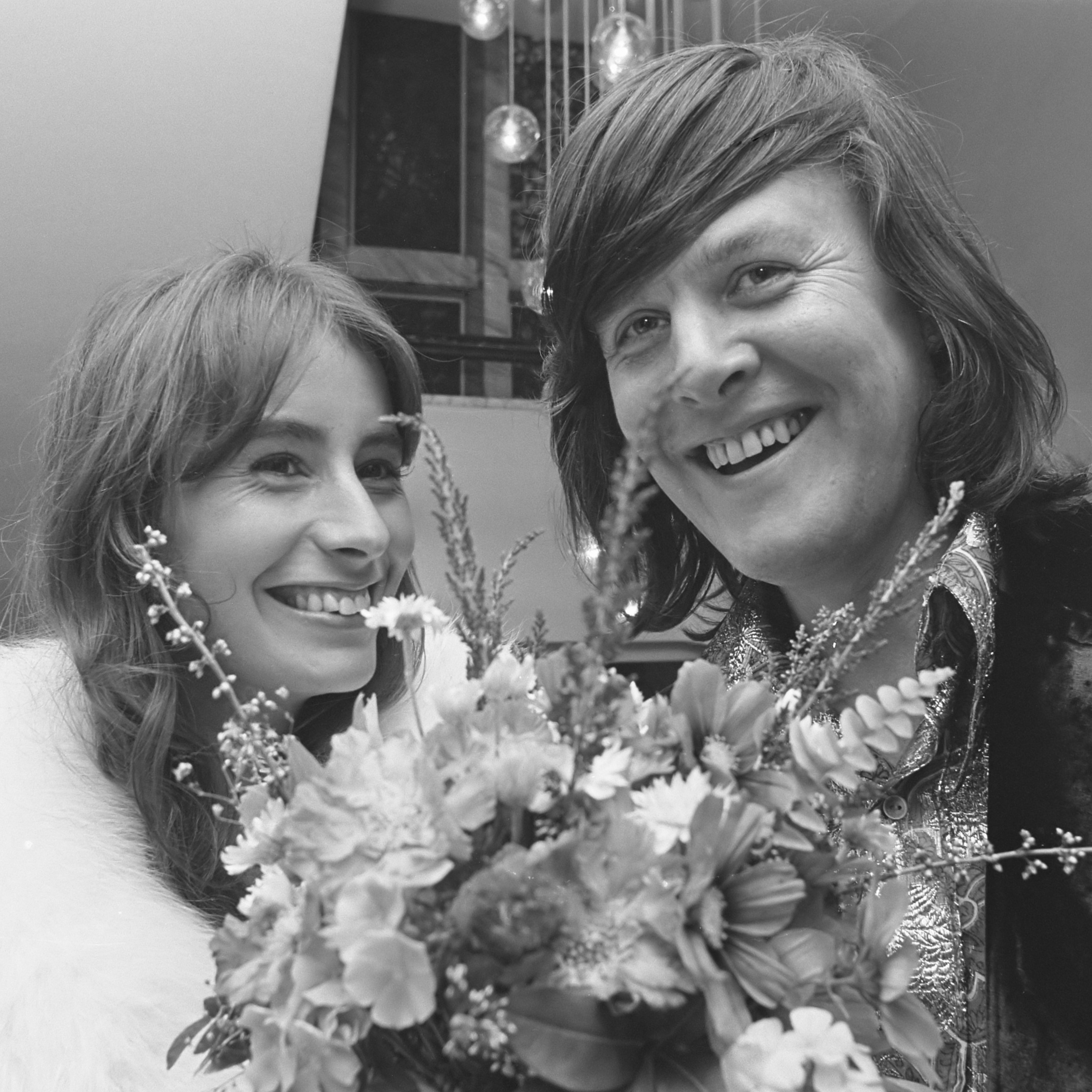
John van de Rest mit seiner Ehefrau Josine van Dalsum (1974)

John van de Rest (* 19. März 1940 in Vlissingen; † 6. April 2022) war ein niederländischer Regisseur und Drehbuchautor.

## Leben
John van de Rest drehte ab den 1960er Jahren für das niederländische Fernsehen. Daneben übernahm er auch die Regie in zahlreichen Theaterinszenierungen. Außerdem war er 1965 einer der Mitbegründer des Mickery Theater in Loenersloot.
1981 drehte John van de Rest einen Fernsehvierteiler über die niederländische Tänzerin und Spionin Mata Hari, der seinerzeit als die teuerste Produktion in der Geschichte des niederländischen Fernsehens galt.
Anfang der 2000er Jahre zog er sich von der Filmemacherei zurück.
John van de Rest war von 1974 bis zu ihrem Tod 2009 mit der Schauspielerin Josine van Dalsum verheiratet. Aus der Ehe ging der 1976 geborene Sohn Aram van de Rest hervor, der als Schauspieler und Regisseur tätig ist. Aus einer früheren Beziehung stammt eine Tochter.
John van de Rest starb im April 2022 im Alter von 82 Jahren.

## Filmografie (Auswahl)
- 1963: Hughie (Fernsehfilm)
- 1963–1964: Pipo en de Waterlanders (Fernsehserie, 15 Episoden)
- 1964: De treincoupé (Fernsehfilm)
- 1964: Nocturne (Fernsehfilm)
- 1965: De minnaar (Fernsehfilm)
- 1966: De verkoper (Fernsehfilm)
- 1966: De zaak Sacco en Vanzetti (Fernsehfilm)
- 1967: De sprakelozen (Fernsehfilm)
- 1969: Hoe groen is Julia? (Fernsehfilm)
- 1972–1974: Citroentje met suiker (Fernsehserie, 16 Episoden)
- 1973–1974: Een mens van goede wil (Fernsehserie, 8 Episoden)
- 1974: De receptie (Fernsehfilm)
- 1976: L'homme d'Amsterdam (Fernsehserie, 6 Episoden)
- 1978: Heilige Jeanne (Fernsehfilm)
- 1978: Kant aan m'n broek! (Fernsehserie, 6 Episoden)
- 1979: Celine (Fernsehfilm)
- 1980: Een zekere Judas (Fernsehfilm)
- 1980: Rouw past Electra (Fernsehserie, 3 Episoden)
- 1981: Mata Hari (Miniserie, 4 Episoden)
- 1983–1984: Herenstraat 10 (Fernsehserie, 7 Episoden)
- 1984: De terechtstelling (Fernsehfilm)
- 1984: Hotel in Kopenhagen (Fernsehfilm)
- 1985: Te Laat Geboren (Fernsehfilm)
- 1985: Slippers (Fernsehfilm)
- 1986: Daar gaat de bruid (Fernsehfilm)
- 1988–1991: Laat maar zitten (Fernsehserie, 43 Episoden)
- 1991–1992: Suite 215 (Fernsehserie, 6 Episoden)
- 1994–2001: Die Wache (Fernsehserie, 28 Episoden)
- 2000: Geisterjäger John Sinclair (Fernsehserie, 1 Episode)